# Banankoro (prefektura Kérouané)
Banankoro – miasto i subprefektura w Gwinei, w regionie Kankan, w prefekturze Kérouane. W 2014 roku subprefektura liczyła 65315 mieszkańców.